# Supercupa Israelului
Supercupa Israelului a fost competiția fotbalistică de supercupă din Israel, disputată între campioana din Israeli Premier League și câștigătoarea Cupei Israelului.
Competiția s-a desfășurat anual din 1957 până la desființarea ei în 1990.

## Ediții
| An      | Campioana Israeli Premier League | Câștigătoarea Cupei Israelului | Scor                | Note                                                             |
| ------- | -------------------------------- | ------------------------------ | ------------------- | ---------------------------------------------------------------- |
| 1956–57 | Hapoel Tel Aviv                  | Hapoel Petah Tikva             | 3–0                 |                                                                  |
| 1961–62 | Hapoel Petah Tikva               | Maccabi Haifa                  | 2–2                 | Cup shared                                                       |
| 1964–65 | Hakoah Ramat Gan                 | Maccabi Tel Aviv               | 2–2, 1–1 (rejucare) | Cup shared                                                       |
| 1965–66 | Hapoel Tel Aviv                  | Hapoel Haifa                   | 2–1                 |                                                                  |
| 1967–68 | Maccabi Tel Aviv                 | Bnei Yehuda                    | 2–1                 |                                                                  |
| 1968–69 | Hapoel Tel Aviv                  | Hakoah Ramat Gan               | 5–1                 |                                                                  |
| 1969–70 | Maccabi Tel Aviv                 | Hapoel Tel Aviv                | 1–2                 | Maccabi won the past year double, Hapoel competete as Runner-up. |
| 1970–71 | Maccabi Netanya                  | Hakoah Ramat Gan               | 2–2 (4–2 aet)       |                                                                  |
| 1973–74 | Maccabi Netanya                  | Hapoel Haifa                   | 2–1                 |                                                                  |
| 1974–75 | Hapoel Be'er Sheva               | Hapoel Kfar Saba               | 2–1                 |                                                                  |
| 1975–76 | Hapoel Be'er Sheva               | Beitar Ierusalim               | 2–2 (2–3 aet)       |                                                                  |
| 1976–77 | Maccabi Tel Aviv                 | Maccabi Jaffa                  | 3–2                 |                                                                  |
| 1977–78 | Maccabi Netanya                  | Beitar Ierusalim               | 4–0                 | Netanya won the past year double, Beitar competete as Runner-up. |
| 1978–79 | Maccabi Tel Aviv                 | Beitar Ierusalim               | 2–1                 |                                                                  |
| 1979–80 | Maccabi Netanya                  | Hapoel Kfar Saba               | 2–1                 |                                                                  |
| 1980–81 | Hapoel Tel Aviv                  | Bnei Yehuda                    | 1–0                 |                                                                  |
| 1981–82 | Hapoel Kfar Saba                 | Hapoel Yehud                   | 3–3 (aet, 3–2 p)    |                                                                  |
| 1982–83 | Maccabi Netanya                  | Hapoel Tel Aviv                | 1–0                 |                                                                  |
| 1983–84 | Maccabi Haifa                    | Hapoel Lod                     | 1–4                 |                                                                  |
| 1984–85 | Maccabi Haifa                    | Beitar Ierusalim               | 5–2                 |                                                                  |
| 1985–86 | Hapoel Tel Aviv                  | Beitar Ierusalim               | 1–2                 |                                                                  |
| 1987–88 | Hapoel Tel Aviv                  | Maccabi Tel Aviv               | 0–3                 |                                                                  |
| 1988–89 | Maccabi Haifa                    | Beitar Ierusalim               | 2–1                 |                                                                  |
| 1989–90 | Bnei Yehuda                      | Hapoel Kfar Saba               | 1–0                 |                                                                  |

## Performanță după club
| Poz. | Club               | Trofee | Finale pierdute |
| ---- | ------------------ | ------ | --------------- |
| 1    | Hapoel Tel Aviv    | 5      | 3               |
| 2    | Maccabi Tel Aviv   | 5      | 1               |
| 3    | Maccabi Netanya    | 5      | 0               |
| 4    | Maccabi Haifa      | 3      | 0               |
| 5    | Beitar Ierusalim   | 2      | 4               |
| 6    | Hapoel Kfar Saba   | 1      | 4               |
| 7    | Bnei Yehuda        | 1      | 3               |
| 7    | Hakoah Ramat Gan   | 1      | 3               |
| 9    | Hapoel Be'er Sheva | 1      | 2               |
| 9    | Hapoel Petah Tikva | 1      | 2               |
| 11   | Hapoel Lod         | 1      | 0               |
| 12   | Hapoel Haifa       | 0      | 2               |
| 13   | Hapoel Yehud       | 0      | 1               |
| 13   | Maccabi Jaffa      | 0      | 1               |